# Тишко Віктор Петрович
Віктор Петрович Тишко (30 вересня 1923 — 5 липня 2005) — радянський військовик, Герой Радянського Союзу (1944).

## Біографія
Народився 30 вересня 1923 року в Харкові в сім'ї робітника. Українець. Закінчив 7 класів. Працював токарем.
У Червоній Армії з 8 березня 1943 року.
У діючій армії на фронтах німецько-радянської війни з вересня 1943 року. Був мінометником 78-го гвардійського стрілецького полку (25-а гвардійська стрілецька дивізія 6-ї армії Південно-Західного фронту).
В ніч на 26 вересня 1943 року гвардії червоноармієць Тишко в складі десантної групи у числі перших форсував Дніпро в районі села Військове (зараз Солонянський район Дніпропетровської області). Захопивши плацдарм, десантники відбили 5 контратак противника, розгромили 2 ворожі батальйони і знищили 4 танки противника.
19 березня 1944 гвардії червоноармієць Тишко Віктор Петрович удостоєний звання Героя Радянського Союзу з врученням ордена Леніна і медалі «Золота Зірка» (№ 4112)
У 1948 році закінчив військово-авіаційне училище зв'язку.
В 1958 році закінчив Військову академію зв'язку.
З 1978 року полковник Тишко в запасі. Працював у статистичному управлінні. Жив у Санкт-Петербурзі. Помер 5 липня 2005 року.